# Чернове (Березівський район)
Чернове (спочатку Чорнове; в минулому — Куликове Поле, Мартосове, Андрі́єво-Іва́нівка) — село в Україні, у Березівському районі Одеської області. Адміністративний центр Андрієво-Іванівської сільської громади. Населення становить 1430 осіб.
Розташована на березі річки Тилігул, за 24 км на захід від районного центру. До залізничної станції Любашівка на лінії Одеса-Херсон — 40 км.

## Назва
Напередодні десятої річниці Жовтневого перевороту Чернове перейменовано на Андрієво-Іванівку на честь А. В. Іванова (1889 – 1927) – одного з учасників встановлення більшовицької окупації в Україні, який з 1922 по 1925 рр. був головою Одеського губвиконкому.
01.02.1945 Андре-Іванівка (Андрє-Іванівка) перейменована на с. Андрієво-Іванівку.
Село має бути перейменовано, згідно закону про декомунізацію.
10 квітня 2024 року Комітет Верховної Ради України з питань організації державної влади, місцевого самоврядування, регіонального розвитку та містобудування підтримав повернення селу історичної назви Чернове. 19 вересня 2024 року Верховна Рада підтримала перейменування села Андрієво-Іванівка на Чернове. 26 вересня 2024 року перейменування набуло чинності.

## Історія
Село виникло у середині XVIII століття як місце поселення кріпаків-утікачів та вихідців із Запорізької Січі.
У 1792 році землі навколо Чорнового було подаровано полковнику Чорноморського козацького війська Куликовському. Свої землі Куликовський здавав жителям Чорнового в оренду через посесорів. Пізніше село почали називати Куликовим Полем, а з 1802 року воно стало містечком: населення визнано юридично вільним і приписано до міщан. Не маючи власної землі, бо вся вона належала поміщикові, поселенці мусили сплачувати йому чинш за користування садибою, ріллею, пасовиськами. З господарів, хати яких розміщувались в центрі містечка, стягалося по 20, а в інших місцях по 10 коп за квадратний сажень присадибної ділянки. Населення містечка зростало досить повільно. Так, у 1859 р. тут було лише 44 двори, у яких проживав 241 чоловік.
Поміщик Куріс збудував своїй дочці будинок на березі річки Тилігул. Землі вздовж річки були засаджені садом і лісом. Сюди пересилали болгар і вони навчили місцевих жителів вирощувати такі культури, як перець і баклажани. У 1875 році на березі річки було насаджено гай на площі 48 га із 50-ти порід дерев, здебільшого різних видів дуба. Ця місцевість одержала назву Мар'їна Роща на честь дочки Куріса. Згодом пан Куріс поселився недалеко біля Одеси, а донька його жила в своєму будинку до революції 1917 року. Зараз ліс Мар'їна Роща має 99 га землі. У ньому висадили акації, у 1953-54 році посадили сосну, а також на місці улоговини із джерелами утворено штучне озеро. (Див. також Мар'їн гай).
За переписом 1886—1887 років у Куликовому Полі в 205 дворах проживало 967 чоловік. Тільки хліборобством займалося 87 сімей, 25 — ремісництвом. Тут налічувалось 40 ткаль і килимниць, 25 шевців і кравців, 48 сімей торговців мали 20 лавок, 15 рундуків, 10 зсипних комор. У містечку було 4 кузні, гончарня та на околиці 6 вітряків. Було тут кілька заїздів. Найбільший із них вміщував понад 150 возів з волами. На ті часи Куликове Поле було типовим містечком пригірно-морських стеків на шляху з Білої Церкви та Умані до Одеси. З 30-х років XIX століття землі Куликового Поля перейшли до Мартосів, далеких родичів відомого скульптора І. П. Мартоса. Містечко перейменували на Мартосове, але ця назва не прижилася і залишилася стара назва Чернове до 1910 року. На початку ХХ століття письменних у містечку налічувалось 70 чоловік із переважно заможних верств, тобто всього 7 %.
З 1838 року існувала церковнопарафіяльна школа, у якій навчалося 46 дітей (37 хлопчиків і 9 дівчаток). Тільки в 1900 році тут відкрили двокласне народне училище, у якому спочатку навчалися тільки хлопці, а з 1906 року і дівчата.

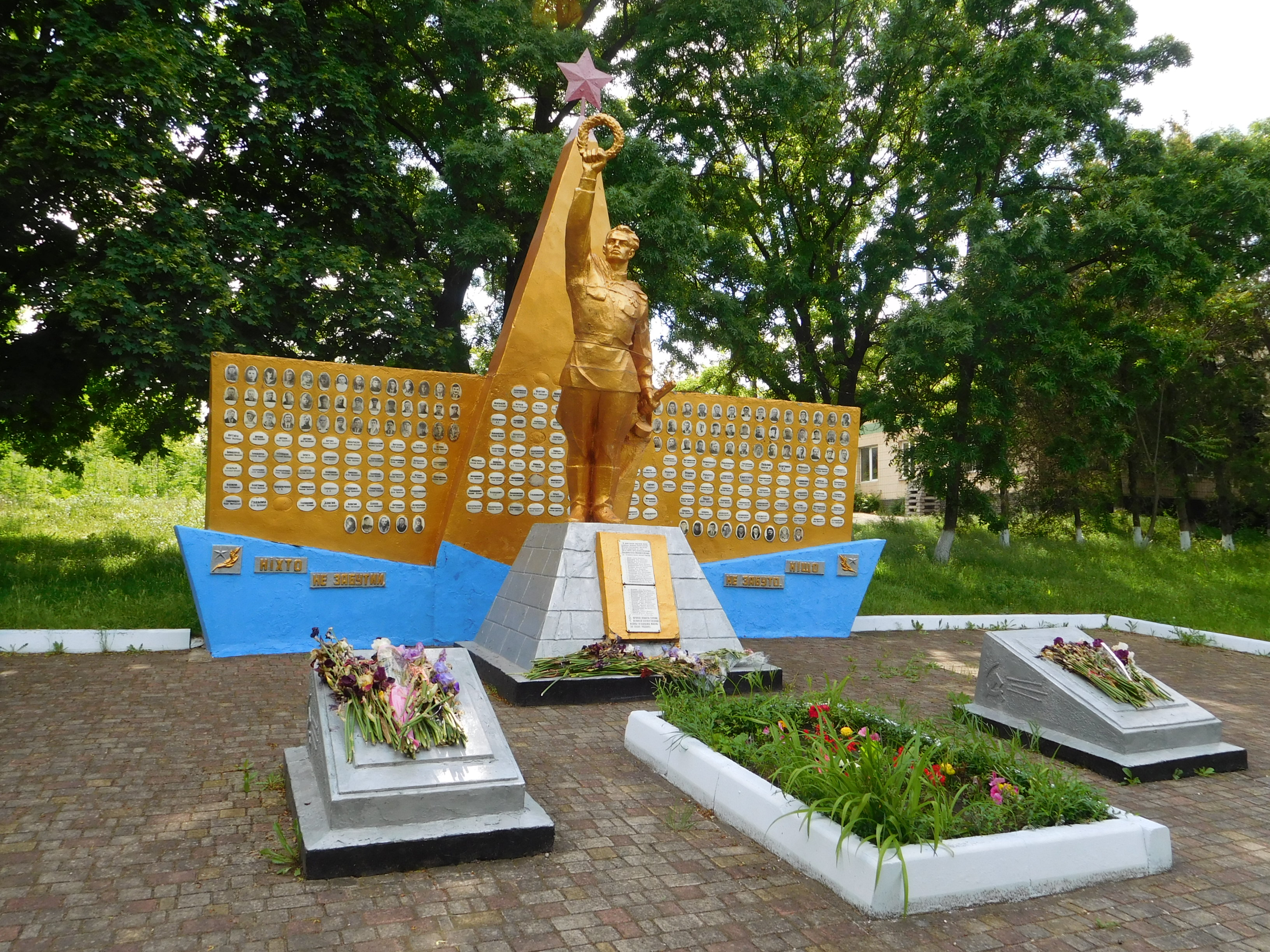
Військовий меморіал

У 1900 році в містечку відкрилися поштове відділення і аптека. В 1902 році на кошти земства почав працювати приймальня з одним фельдшером, який обслуговував жителів усієї волості. В 1904 році після закінчення медичного факультету Одеського університету сюди приїхав на постійну роботу лікар В. І. Оскнер (1878—1959 р.р.), який пропрацював тут більше 50 років. З його ініціативи на кошти земства у 1911—1914 рр. звели лікарню.
Після революції сільська рада розподілила поміщицькі землі. На кожного члена сім'ї було нарізано по 1,5 десятин землі.
З 1925 року містечко стало центром Ісаївського району Одеського округу. У Черновому провадилась також робота із витіснення приватників з торгівлі і виробництва. Ще в 1924 році торгівля тут на 90 % була у приватновласницьких руках. У лютому 1928 року райвиконком передав в оренду кооперації паровий млин і олійню. Чернове поступово втрачало вигляд старого містечка з шинками, заїжджими дворами, дрібними крамничками тощо.
Відбулися зміни і в культурному житті. У 1930 році в селі відкрилася семирічна школа. На сільському сході у 1936 році жителі вирішили закрити церкву та побудувати двоповерхову школу, але цього не було зроблено — почалася війна. Нова двоповерхова середня школа з'явилась у селі вже у 1956 році.
Під час організованого радянською владою Голодомору 1932—1933 років померло щонайменше 4 жителі села.
У ніч на 4 січня 2013 році в селі було знесено пам'ятник Володимиру Леніну, який, згідно із заявою МВС, впав сам.

## Населення

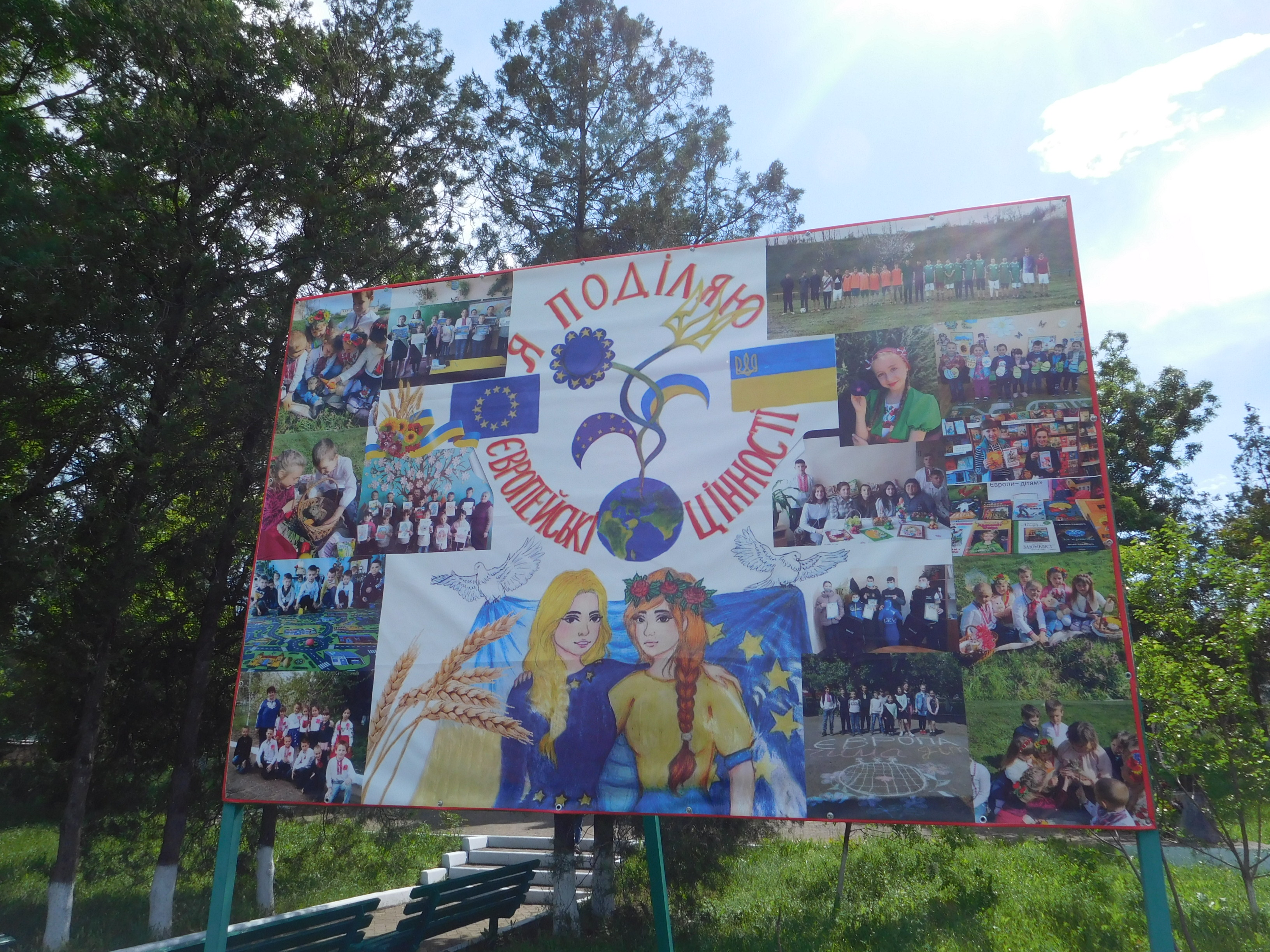
Інформаційний плакат в селі

Згідно з переписом УРСР 1989 року чисельність наявного населення села становила 1916 осіб, з яких 874 чоловіки та 1042 жінки.
За переписом населення України 2001 року в селі мешкало 1689 осіб.

### Мова
Розподіл населення за рідною мовою за даними перепису 2001 року:
| Мова       | Відсоток |
| ---------- | -------- |
| українська | 95,74 %  |
| російська  | 1,95 %   |
| румунська  | 1,77 %   |
| вірменська | 0,24 %   |
| білоруська | 0,12 %   |
| угорська   | 0,12 %   |

## Відомі люди
- У селі мешкав, помер і похований Герой Радянського Союзу Д. Х. Губа (1910—1996).
- Народився депутат Верховної Ради УРСР 11—12-го скликань, член ЦК КПУ у 1986—1990 р. Снігірьов Микола Михайлович.